# Hermine Meyerhoff

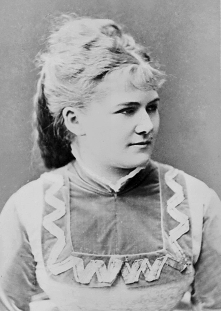
Hermine Meyerhoff

Hermine Meyerhoff, durch Heirat Hermine von Tatitscheff (* 26. März 1848 in Braunschweig; † 24. Februar 1926 in Waltendorf, heute Stadtteil von Graz), war eine deutsch-österreichische Opern- und Operettensängerin (Sopran).

## Leben
Hermine Meyerhoff wurde als Tochter eines städtischen Brunnenmeisters geboren. Bereits in jungen Jahren wurde ihr schauspielerisches Talent entdeckt. Nach kurzer Gesangsausbildung in Braunschweig debütierte sie 1868 am dortigen Hoftheater als Ännchen in Carl Maria von Webers Oper Der Freischütz. Es folgten kurze Bühnenstationen am Stadttheater in Danzig und am Floratheater in Hamburg, wo sie jeweils in Soubrettenrollen auftrat. Im Anschluss wandte sie sich dem Operettenfach zu und war in Wien zunächst als Operettensängerin am Carltheater, später am Theater an der Wien engagiert. In der Folge wirkte sie in einigen Wiener Uraufführungen mit. So war sie 1876 im Carltheater mit einer Hauptrolle in Fatinitza von Franz von Suppè und 1878 im Theater an der Wien in Blindekuh vom jüngeren Johann Strauss als Betsy zu sehen. In der letztgenannten Aufführung verkörperte sie neben Alexander Girardi, Bertha Olma und Felix Schweighofer wiederum eine Hauptrolle. 1880 spielte und sang sie zudem in der Uraufführung der Operette Das Spitzentuch der Königin die Donna Irene.
Ab 1881 führten sie Gastspiele unter anderem an Bühnen in Berlin, Dresden, Florenz, St. Petersburg und Moskau. Nach der Heirat mit einem russischen Adeligen beendete sie 1886 ihre Karriere als gefeierte Sängerin.
Meyerhoff-Affäre 

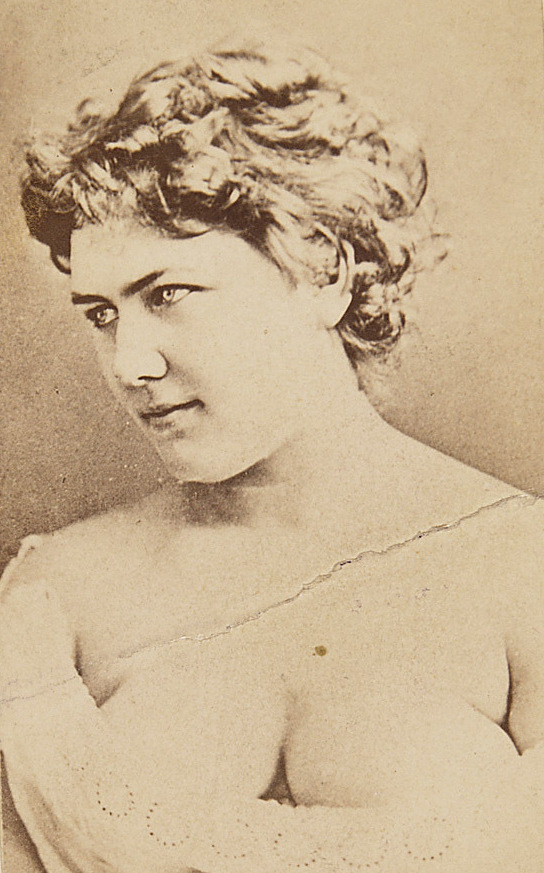
Fotografie von Hermine Meyerhoff mit Dekolleté um 1870

Im Jahr 1870 waren nach den zeitgenössischen Moralvorstellungen „freizügige“ Fotografien mit Dekolleté von Hermine Meyerhoff Gegenstand eines in der damaligen Öffentlichkeit vielfach beachteten Gerichtsverfahrens vor dem Wiener Landesgericht, der sogenannten „Meyerhoff-Affäre“. Die streitbefangenen Fotografien waren unbefugt von einem Mitarbeiter des Fotoateliers an den Kunsthändler Samuel Sonnenthal veräußert worden, der die Bilder vervielfältigte, entsprechende Exemplare im Schaufenster seines Ladenlokals ausstellte und weiterverkaufte. Hermine Meyerhoff verlangte in dem Verfahren die Herausgabe der entsprechenden Fotos. Der Prozess gegen Samuel Sonnenthal endete mit der Verurteilung zu einer Geldstrafe von 100 Österreichischen Gulden und der Verpflichtung zur Herausgabe der noch vorhandenen Fotografien und des Negatives (Matrize) an Hermine Meyerhoff. Im Zusammenhang mit den widerrechtlich veräußerten Fotografien erschien im Dezember 1869 auch eine Karikatur von Hermine Meyerhoff in der Satirezeitschrift Der Floh. Der daraufhin von Hermine Meyerhoff angestrengte Strafprozess wegen Ehrenbeleidigung gegen den verantwortlichen Redakteur Karl Floh endete im März 1870 mit dessen Verurteilung zu einem Monat Arrest.